# フリードリヒ・アウグスト・フォン・ハラハ
フリードリヒ・アウグスト・ゲルファジウス・プロタジウス・フォン・ハラハ・ツー・ローラウ・ウント・タンハウゼン（Friedrich August Gervasius Protasius Graf von Harrach zu Rohrau und Thannhausen, 1696年6月18日 - 1749年6月4日）は、オーストリアの貴族、廷臣。伯爵。オーストリア領ネーデルラント総督（1741年 - 1744年）。

## 生涯
ナポリ・シチリア副王を務めたアロイス・フォン・ハラハ伯爵とその2番目の妻アンナ・ツェツィーリア・フォン・タンハウゼン（Anna Cäcilia von Thannhausen）の間の息子として生まれた。レーゲンスブルクの常設帝国議会（Immerwährender Reichstag）のボヘミア代表議員であり、金羊毛騎士団の騎士でもあった。1732年から1741年までオーストリア領ネーデルラント総督府の宮内長官（事実上の宰相）を務め、1741年より1744年まで正式なネーデルラント総督を務めた。リーゼンゲビルゲ山地（Riesengebirge）にかつて存在した小村フリードリヒスタール（現在のシュピンドレルーフ・ムリーンの一部）は、ハラハの名を冠していた。1719年2月5日にリヒテンシュタイン侯アントン・フローリアンの娘マリー・エレオノーレ（1703年 - 1757年）と結婚し、間に16人の子女をもうけた。四女のマリア・ヨーゼファ（1727年 - 1788年）はリヒテンシュタイン侯ヨーハン・ネポムク・カールに嫁いだ。